# Lourenço Lopes
Lourenço Lopes foi um administrador colonial português que exerceu o cargo de Governador no antigo território português subordinado à Índia Portuguesa de Timor-Leste entre 1705 e 1706, tendo sido antecedido por António Coelho Guerreiro e sucedido por Manuel Ferreira de Almeida, no seu 1.º mandato.